# Baro't saya

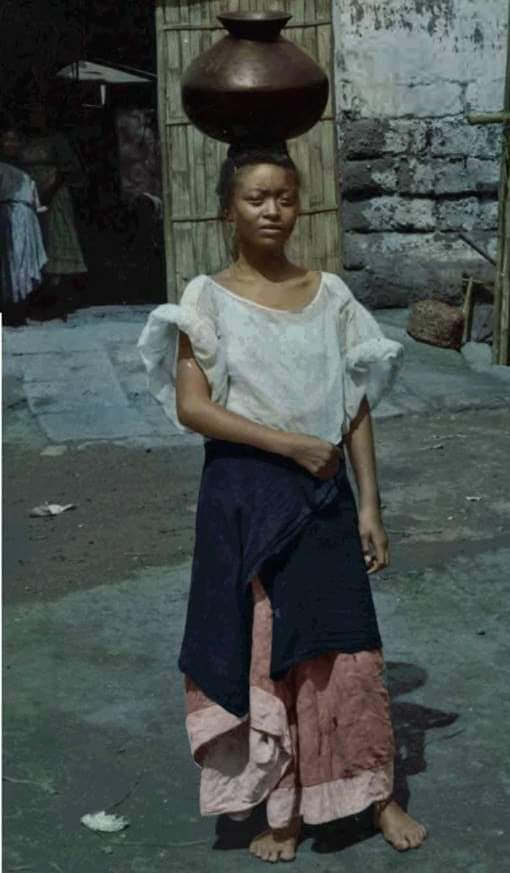
Một người phụ nữ Filipina mặc Baro't saya khi làm việc.

Baro’t saya hay baro at saya là một trang phục truyền thống của Philippines. Nó là một quốc phục của Philippines và kết hợp các yếu tố từ cả phong cách quần áo của người bản địa Philippines và thuộc địa Tây Ban Nha. Theo truyền thống, nó bao gồm bốn phần: một chiếc áo cánh (baro hoặc camisa), một chiếc váy dài (saya hoặc falda), một chiếc khăn quàng qua vai (pañuelo, fichu hoặc alampay), và một tấm vải hình chữ nhật ngắn mặc trên váy (tapis hoặc patadyong).
Baro't saya có nhiều kiểu, bao gồm traje de mestiza quý tộc (còn được gọi là Maria Clara hoặc Filipiniana); bộ kimona của người Visayan với chiếc áo cánh ngắn tay hoặc kiểu áo choàng thêu hình poncho kết hợp với váy patadyong; cũng như chiếc áo choàng hợp nhất được gọi là terno, và phiên bản váy dạ tiệc và bình thường của nó, balintawak. Barot't saya thường được mặc bởi phụ nữ, một loại trang phục khác tương đương với baro't saya là barong tagalog.

## Từ nguyên
Baro't saya là từ viết tắt của "baro at saya", nghĩa đen là "áo và váy", từ tiếng Tagalog baro ("áo sơ mi" hoặc "quần áo") và saya (từ "váy" trong tiếng Tây Ban Nha).